# Джефф Баррелл
Джефф Баррелл (англ. Jeff Burrell) (нар. 25 травня 1968, Стейтен-Айленд, Нью-Йорк) — американський кіно- та телеактор.

## Біографія
Джефф Баррелл народився 25 травня 1968 року на півдні Нью-Йорку, у спальному районі Стейтен-Айленд. Акторську майстерність освоював у Вищій Нью-Йоркській школі сценічного мистецтва, після закінчення якої вступив до Оберлінського коледжу. Там він здобув ступінь бакалавра мистецтв з германських студій. Взявши участь у програмі Фулбрайта, вирушив на один рік на навчання до Німеччини, де відвідував лекції у Академії драматичних мистецтв Ернста Буша. Залишившись у Берліні ще на три роки, Джефф здобув ступінь магістра мистецтв і розпочав свою акторську кар'єру в берлінських театрах, залишившись у Німеччині ще на 6 років. Окрім ролей у театрі й кіно, Джефф Баррелл працював актором озвучення, ведучим новин на «Deutsche Welle TV».
Серед найвідоміших робіт, де Баррелл виступав у ролі актора, є фільми «Пандорум», «Примара» та «Німфоманка». Під час зйомок у останньому фільмі він погодився взяти участь в українському фільмі «Поводир», де він зіграв Майкла Шемрока — американського підприємця, який приїхав на початку 1930-х років у тогочасну столицю Радянської України Харків. За словами режисера фільму, Олеся Саніна:
| Баррелл - надзвичайно сильний партнер, це дуже хороший, технічний драматичний актор. Що також є важливим професійним моментом…[1] |

## Вибрана фільмографія

### Кіно
| Рік  | Фільм                   | Оригінальна назва                    | Роль                |
| ---- | ----------------------- | ------------------------------------ | ------------------- |
| 2006 | Дрезден                 | нім. Dresden                         | англійський льотчик |
| 2009 | Пандорум                | англ. Pandorum                       | Еден                |
| 2010 | Примара                 | англ. The Ghost Writer               | Франк               |
| 2013 | Німфоманка              | англ. Nymphomaniac                   | чоловік у потязі    |
| 2014 | Поводир                 | укр. Поводир                         | Майкл Шемрок        |
| 2014 | Фенікс                  | нім. Phoenix                         |                     |
| 2015 | На гребені хвилі        | англ. Point Break                    |                     |
| 2016 | Голограма для короля    | англ. A Hologram for the King        |                     |
| 2017 | Ліки від щастя          | англ. A Cure for Wellness            |                     |
| 2017 | Одного разу у Німеччині | нім. Es war einmal in Deutschland... | офіцер              |

### Телебачення
| Рік початку | Рік завершення | Серіал                           | Оригінальна назва    | Роль                       |
| ----------- | -------------- | -------------------------------- | -------------------- | -------------------------- |
| 2016        | 2016           | Берлінська резидентура (1 сезон) | англ. Berlin Station | Ведучий телевізійних новин |